# Cratón europeo oriental
El cratón europeo oriental es el núcleo de la proto-placa Báltica y está formada por tres segmentos/regiones crustales: Fenoscandia al noroeste, Volgo-Uralia al este y sármata al sur. Fenoscandia incluye el Escudo Báltico (al que también se refieren como Escudo Fenoscándico) y tiene una corteza proterozoica temprana y arcaico acrecionaria diversificada, mientras que Sarmacia tiene una corteza arcaica más antigua. La región Volgo-Uralia tiene una gruesa cubierta sedimentaria, sin embargo, perforaciones profundas han revelado en su mayor parte corteza arqueana. Hay dos escudos en el cratón europeo oriental: el báltico/fenoscándico y el ucraniano. El escudo ucraniano y el macizo de Vorónezh forma parte de corteza arcaica de 3.2-3.8 Ga en el suroeste y este, y cinturones orogénicos proterozoico tempranos de 2.3-2.1 Ga.
Los montes Urales de Rusia central está en el margen oriental del cratón europeo oriental y marca la colisión orogénica del Paleozoico final del cratón europeo oriental con los cratones siberianos. El margen meridional del cratón es donde Sarmacia se entierra debajo de gruesos sedimentos fanerozoicos y orogénesis alpinos. Intervino el cinturón de doblamiento del Donbass paleozoico tardío, también conocido como parte del aulacogeno Prípiat-Dniéper-Donéts, atraviesa Sarmacia, separándola del escudo ucraniano y el macizo de Vorónezh. El límite suroccidental se conoce como la zona de sutura transeuropea y separa el cratón europeo oriental de la orogenia fanerozoica de Europa occidental. El margen noroeste del cratón está cubierto por la orogenia caledoniana de comienzos del Paleozoico.